# 加利西亚左翼替代
加利西亚左翼替代（缩写为AGE）是西班牙加利西亚自治区的一个左翼政党联盟。该联盟成立于2012年9月11日，由革新—民族主义兄弟会、联合左翼、生态和加利西亚生态社会主义空间组成。该联盟的意识形态是社会主义、反资本主义、加利西亚主义、女权主义、生态主义。该联盟的领导人是Xosé Manuel Beiras和Yolanda Díaz。2016年8月2日，该联盟解散。